# 彰國軍節度使
彰國軍節度使，五代十国的节度使，治所在应州（今山西省应县东）。
应州原属于大同军节度使。后唐天成元年（926年）七月，唐明宗李嗣源升应州为彰國軍節度使，下辖应州（今山西省应县东）、寰州（今山西省朔州市东北）。清泰三年（936年），石敬瑭反后唐，将彰國軍節度使下辖的全境应州、寰州二州，幽州节度使全境幽州、蓟州、瀛州、莫州、涿州、檀州、顺州七州，威塞軍節度使全境新州、儒州、妫州、武州四州，大同军节度使全境云州一州，河东节度使下辖的蔚州，振武军节度使下辖的朔州，一共十六州交割给辽国。辽朝沿置应州彰國軍節度使，属西京道，金朝沿置应州彰國軍節度使，属西京路，蒙古帝国灭金，废除彰國軍節度使。

## 历任节度使
五代
- 李从璋（927年—928年）
- 孙汉韶（928年—930年）
- 张敬达（930年）
- 沙彦珣（930年—934年）
- 尹晖（934年—936年）

辽朝
- 萧敌烈（954年）
- 赵延玉（辽穆宗时）
- 耶律海里（保宁初年）
- 韩倬（984年—？）
- 艾正（？—986年）
- 韩雱金（统和年间）
- 牛璘（1013年—？）
- 耶律弘古（1021年—1026年）
- 耶律宗教（1027年—1028年）
- 耶律仙童（1049年—？）
- 耶律宗福（1051年—1062年）
- 韩谢十（1062年—1063年）
- 萧速撒（1063年—？）
- 奚抄只（1072年）
- 耶律颇的（1073年）
- 耶律学古（1102年）
- 耶律大悲奴（乾統初年）
- 耶律大悲奴（天庆年间），再任